# Nitroethaan
Nitroethaan is een ontvlambare organische verbinding met als brutoformule C2H5NO2. De stof komt, zoals nitromethaan, voor als een viskeuze kleurloze vloeistof met een fruitige geur, die matig oplosbaar is in water.

## Synthese
Nitroethaan wordt industrieel bereid door propaan te laten reageren met salpeterzuur bij 350–450 °C. Bij deze exotherme reactie worden naast nitroethaan nog 3 andere industrieel belangrijke nitroalkanen gevormd, met name nitromethaan, 1-nitropropaan en 2-nitropropaan.

## Eigenschappen en toepassingen
Via condensatiereacties, zoals de Henry-reactie, kan nitroethaan omgevormd worden tot verscheidene commercieel interessante verbindingen. Een condensatie met 3,4-dimethoxybenzaldehyde leidt tot de vorming van de precursor tot het antihypertensivum methyldopa.
Zoals andere nitroverbindingen, wordt nitroethaan gebruikt als brandstofadditief en als precursor voor explosieven.
Nitroethaan is een goed oplosmiddel voor polymeren, zoals polystyreen.

## Toxicologie en veiligheid
Nitroethaan kan bij verwarming en bij hoge temperaturen snel ontploffen. Indien nitroethaan in contact komt met sterke anorganische basen, zuren of combinaties van amines en zware metaaloxiden, worden schokgevoelige verbindingen gevormd. De stof ontleedt bij verbranding, met vorming van giftige dampen (stikstofoxiden). Ze reageert met basen, brandbare stoffen en oxiderende stoffen, waardoor kans op brand en ontploffing ontstaat.
De vloeistof is irriterend voor de ogen, de huid en de luchtwegen. Nitroethaan kan effecten hebben op het bloed, met als gevolg cyanose en de vorming van methemoglobine. Blootstelling aan een hoge dosis kan het bewustzijn verminderen.
Nitroethaan wordt beschouwd als een stof die genetische schade kan veroorzaken. Verder is het ook schadelijk voor het zenuwstelsel.